# Banco Central de Baréin
El Banco Central de Baréin fue fundado en 1973 como la Agencia Monetaria de Baréin, poco después de que Baréin se independizara del Reino Unido. Por el Decreto n.º 64 de 2006 por el que se promulga la Ley del Banco Central de Baréin y la Ley de Entidades Financieras, la Agencia Monetaria de Baréin pasa a denominarse Banco Central de Baréin. Sus responsabilidades incluyen:
- Implementar la política monetaria
- Supervisar y regular el sector bancario
- Actuar como agente fiscal del gobierno
- Fomentar el crecimiento de Baréin como un importante centro financiero internacional
- Administrar la moneda extranjera en efectivo y las reservas de oro del Reino.

El Banco está situado en el área diplomática de Manama. También alberga un espléndido museo de monedas y divisas con colecciones que datan del 653 a. C. El gobernador actual es Rasheed Mohammed Al Maraj. Fue nombrado para el cargo en enero de 2005. En noviembre de 2014, apostó por desarrollar aún más el creciente sector de los seguros del reino. Reconoció la necesidad de que el banco central coopere con el mercado de seguros para apoyar el sector asegurador, insistiendo además en la obligación de las empresas aseguradoras con respecto la responsabilidad social.